# NGC 5100-2
NGC 5100-2 (NGC 5106-2) je spiralna galaktika u zviježđu Djevici. Naknadno je utvrđeno da je NGC 5106-2 ista galaktika.

## Vanjske poveznice
- (engl.) SEDS: NGC 5100
- (engl.) Revidirani Novi opći katalog
- (engl.) Izvangalaktička baza podataka NASA-e i IPAC-a
- (engl.) Astronomska baza podataka SIMBAD
- (engl.) VizieR